# Mauricio Trejo Pureco
Mauricio Trejo Pureco (Uruapan del Progreso, Michoacán; 26 de enero de 1973) es un político y empresario mexicano, miembro del Partido Revolucionario Institucional que ha sido en tres ocasiones presidente municipal de San Miguel de Allende, Guanajuato. Durante su carrera ha ocupado cargos como la presidencia de la Asociación de Ciudades Mexicanas Patrimonio de la Humanidad, del Patronato de las Fiestas Patrias y Tradicionales de San Miguel de Allende y del Consejo Ciudadano para el Desarrollo del mismo municipio, entre otros.

## Primeros años y estudios
Trejo Pureco nació en Uruapan del Progreso, Michoacán en 1973 y radica desde 1981 en San Miguel de Allende con su familia. Cursó una licenciatura en Administración de Empresas en la Universidad Autónoma de Guadalajara, con especialidad en Alta Dirección. Más adelante realizó diversos estudios en los Estados Unidos, entre los que destacan especializaciones en Administración Política, Marketing Político y Análisis de Campañas Políticas en la Universidad George Washington.

## Carrera

### Inicios
En 2002, Trejo inició su labor como consejero de la Cámara Nacional de Telecomunicaciones, cargo que desempeñó hasta el año 2010. En 2004 organizó la primera edición de la Feria de San Miguel de Allende, un evento cultural realizado de forma anual en el municipio. Entre 2003 y 2006 se desempeñó como presidente del Patronato de las Fiestas Patrias y Tradicionales de San Miguel de Allende.
En junio de 2010 cofundó el Consejo Ciudadano para el Desarrollo de San Miguel de Allende (COCDESAM), una organización sin ánimo de lucro formada por habitantes del municipio.

### Carrera política
En 2012, cuando se produjo la fusión entre las compañías Megacable y Telecable, Trejo decidió iniciar una carrera en la política al convertirse en el candidato del Partido Revolucionario Institucional para la presidencia municipal de San Miguel Allende. Tras ganar las elecciones, el mismo año inició su primer mandato como presidente municipal de San Miguel de Allende, cargo en el que sucedió a Luz María Núñez Flores.
En 2013 se reunió con un grupo de empresarios de la localidad para fundar un proyecto conocido como La Ruta del Vino, una atracción turística encaminada a promocionar el potencial vinícola de la localidad. De igual forma, se convirtió en miembro de la Asociación Vitivinícola de Guanajuato. En diciembre del mismo año fue nombrado presidente de la Asociación de Ciudades Mexicanas Patrimonio de la Humanidad, permaneciendo en su cargo hasta 2015.
En septiembre de 2021 fue elegido nuevamente como presidente municipal de San Miguel de Allende. En 2022 lanzó una campaña turística denominada «San Miguel y su gente hacen latir a México y al Mundo», la cual fue reconocida por medios como Milenio. En octubre del mismo año, San Miguel fue acreditado bajo su mandato como la «Mejor Ciudad Pequeña del Mundo» por la revista Condé Nast Traveler. En 2022 y 2023, la ciudad recibió el premio al «Mejor Municipio en México Gestor del Agua». En noviembre de 2023, Trejo recibió en la ciudad de Nueva York el galardón «Best Small Cities», entregado por la misma editorial.

### Actualidad
Tras ganar las elecciones municipales por tercera vez consecutiva, el 10 de octubre de 2024 Trejo asumió la presidencia municipal de San Miguel de Allende. Un mes antes había recibido el reconocimiento como «Mejor Municipio en México con Acciones a Favor del Turismo» por parte de la editorial Alcaldes de México, durante la entrega del Premio a las Mejores Prácticas de los Gobiernos Locales.
Durante su trayectoria como empresario, Trejo ha incursionado en diversas actividades como la hotelería, la agricultura, los bienes raíces y las telecomunicaciones.